# Ensign N173
La Ensign N173 è una monoposto di Formula 1 costruita dalla scuderia britannica Ensign per partecipare al Campionato mondiale di Formula Uno del 1973. 
Progettata da Morris Nunn, era alimentata da un motore Cosworth DFV V8 e fu affidata al pilota Rikky von Opel, disputando sei Gran Premi nella stagione 1973.